# Шаманов, Никита Константинович
Никита Константинович Шаманов (бел. Мікіта Канстанцінавіч Шаманаў; род. 16 июля 2004, Кричев, Могилёвская область) — белорусский футболист, защитник.

## Карьера

### «Нафтан»
Воспитанник футбольной академии брестского «Динамо». В 2020 году футболист стал выступать за дублирующий состав клуба. В начале 2021 года футболист перешёл в брестский «Рух», а в июле 2021 года стал игроком «Витебска», где также выступал за дублирующий состав. В феврале 2023 года футболист перешёл в новополоцкий «Нафтан», в котором сразу же отправился выступать за дублирующий состав. За основную команду клуба футболист дебютировал 7 июля 2023 год в матче против гродненского «Немана», выйдя на замену на 85 минуте. Однако закрепиться в основной команде у футболиста не вышло и вскоре тот покинул клуб, сыграв свой единственный матч в чемпионате.

### «Жодино-Южное»
В августе 2023 года футболист на правах свободного агента присоединился к «Жодино-Южному». Дебютировал за клуб футболист 11 августа 2023 года в матче против пинской «Волны», выйдя на поле в стартовом составе. Первым результативным действием за клуб футболист отличился 5 ноября 2023 года в матче против петриковского «Шахтёра», отдав голевую передачу. На протяжении сезона футболист был одним из основных игроков жодинского клуба, отличившись за этот период 3 результативными передачами. По итогу сезона вместе с клубом занял итоговое седьмое место в чемпионате. По окончании сезона футболист покинул клуб и в возрасте 19 лет завершил профессиональную карьеру.

### «Барановичи»
В феврале 2024 года футболист возобновил профессиональную карьеру, став игроком «Барановичей». Дебютировал за клуб футболист 7 апреля 2024 года в матче против борисовского БАТЭ-2, выйдя на замену 76 минуте.